# Angeac-Charente
Angeac-Charente è un comune francese di 379 abitanti situato nel dipartimento della Charente, nella regione della Nuova Aquitania.

## Società

### Evoluzione demografica
Abitanti censiti